# Minh Vương
Minh Vương (tên khai sinh: Nguyễn Văn Vưng, sinh ngày 30 tháng 5 năm 1950) là nghệ sĩ cải lương nổi tiếng người Việt Nam, thành danh từ trước năm 1975. Ông kết hợp cùng với Nghệ sĩ Lệ Thủy tạo thành cặp đào kép ăn ý qua nhiều vở cải lương nổi tiếng. Ông được giới mộ điệu cải lương đặt cho danh xưng "Ông hoàng cải lương".
Năm 2019, ông được Nhà nước Việt Nam phong tặng danh hiệu Nghệ sĩ Nhân dân năm đợt 9 – 2019 cùng với các nghệ sĩ cải lương gạo cội: Thanh Tuấn, Giang Châu, Thoại Miêu, Thanh Nam, Thanh Ngân,...

## Sự nghiệp
Ông tên khai sinh là Nguyễn Văn Vưng, sinh ngày 30 tháng 5 năm 1950 tại Cần Giuộc, Long An. Gia đình ông có 7 anh em, đều sinh ra và lớn lên tại Long An, trong đó ông là anh cả. Tuy nhiên, sau cuộc phẫu thuật ghép thận thành công vào ngày 1 tháng 6 năm 2012, ông quyết định chọn ngày này làm ngày sinh chính thức. 
Năm 10 tuổi, ông theo cha mẹ lên Sài Gòn lập nghiệp. Tuy theo học trung học, nhưng ông lại rất mê hát cải lương, nên tìm đến thầy Bảy Trạch để học hát. Ông cũng từng đi làm em nuôi của những đào kép chính, phải khuân vác, xách đồ khi đoàn di chuyển, biểu diễn ở các nơi khác.
Bắt đầu đi hát năm 14 tuổi (1964) và sau khi đoạt giải Khôi nguyên vọng cổ, được bầu Long ở đoàn Kim Chung mời ký hợp đồng. Đi hát chưa được 1 năm thì Minh Vương bị bệnh nên phải nghỉ ở nhà chữa bệnh. 1 năm sau, Minh Vương trở lại đoàn hát. Ông nhận bất cứ vai diễn nào với tâm niệm: "Có công mài sắt có ngày nên kim".
Nhờ vào sự miệt mài, học hỏi, luyện tập mà năm 1967, Minh Vương được hát kép chính, đánh dấu sự trở lại đầy ấn tượng. Trên sân khấu Kim Chung, ông hát cặp cùng các cô đào chánh hạng nhất thời đó như: Lệ Thủy, Mỹ Châu, Diệu Hiền, Thanh Kim Huệ,... Từ đó, ông trở thành ngôi sao sáng chói của đại bang Kim Chung thời bấy giờ.
Năm 1970, tên tuổi của Minh Vương thực sự bắt đầu tỏa sáng khi được Hãng Dĩa Việt Nam của bà Lê Ngọc Liên chú ý đến và mời thu thanh. Các tác phẩm do ông thủ vai kép chánh được thu vào băng đĩa như: Người tình trên chiến trận, Đường gươm Nguyên Bá, Đêm lạnh chùa hoang, Tiêu Anh Phụng, Tái sanh duyên, Đời cô Hạnh, Trúng độc đắc,... cùng hàng loạt những bài tân cổ giao duyên nổi tiếng làm khuấy động thị trường băng đĩa thời bấy giờ. 
Năm 1971, Minh Vương được mời đóng phim Sám hối dựa trên tiểu thuyết cùng tên của Minh Đức Hoài Trinh.
Đến năm 1972, Minh Vương cùng người vợ đầu là bà bầu Thu thành lập "đoàn cải lương Việt Nam" lưu diễn khắp nơi cho đến sự kiện 30 tháng 4 năm 1975. Đoàn hát được đánh giá là vô cùng ăn khách thời điểm đó với sự tham gia của các ngôi sao nổi tiếng như Phượng Liên, Thanh Nga,… 
Sau năm 1975, Minh Vương là diễn viên của các Đoàn Sài Gòn, Đoàn Văn Công Thành phố,… Ông cũng đã từng đi sang biểu diễn ở Tây Âu cùng với các nghệ sĩ tài danh khác (1984).
Trong suốt sự nghiệp, ông diễn chung với nhiều nghệ sĩ nổi tiếng như: Lệ Thủy, Bạch Tuyết, Phượng Liên, Thanh Tuấn, Thanh Sang, Minh Phụng, Minh Cảnh, Thanh Kim Huệ, Mỹ Châu, Út Bạch Lan, Chí Tâm,…

## Danh hiệu, giải thưởng
- Khôi nguyên vọng cổ (1964).
- Diễn viên sân khấu được yêu thích nhất sau 10 năm giải phóng do báo Tuổi Trẻ bình chọn (1985).
- Huy chương vàng Hội diễn sân khấu chuyên nghiệp toàn quốc (1990).
- Danh ca vọng cổ được yêu thích nhất do báo Sân khấu Thành phố Hồ Chí Minh tổ chức (1990).
- Giải nam - nữ diễn viên cải lương đóng chung được yêu thích nhất (cùng với Lệ Thủy) do báo Sân khấu Thành phố Hồ Chí Minh tổ chức (1992).
- Danh hiệu Nghệ sĩ Ưu tú năm 2007.
- Kỷ lục Guinness Việt Nam 2008 cho cặp đào – kép đóng chung lâu năm và ăn ý nhất (cùng với Lệ Thủy).
- Giải Mai vàng 2008 do báo Người lao động tổ chức.
- Danh hiệu Nghệ sĩ Nhân dân, ngày 29/8/2019.

## Các vai diễn nổi bật

### Cải lương
- Dạ Xoa hoàng hậu (vai Tề Tuyên Vương)
- Đêm lạnh chùa hoang (vai Tần Lĩnh Sơn)
- Đoạn tuyệt (vai Dũng)
- Đời cô Hạnh (vai Đại úy Lê Bá Phước)
- Đời cô Lựu (vai Võ Minh Luân)
- Đường gươm Nguyên Bá (vai Thượng tướng Nguyên Bá)
- Hoa Mộc Lan (vai Lý Quảng)
- Lan Huệ sầu ai (vai Tuấn)
- Lôi vũ (vai Chu Bình)
- Lương Sơn Bá (vai Lương Sơn Bá)
- Máu nhuộm sân chùa (vai Chu Khắc Kiệt)
- Mùa xuân ngủ trong đêm (vai Vũ Trường Giang)
- Nguyệt khuyết (vai chú 4 Thiệt)
- Người tình trên chiến trận (vai Cổ Thạch Xuyên)
- Nửa bản tình ca (vai Lý Kim Tùng)
- Nửa đời hương phấn (vai Tùng)
- Rạng ngọc Côn Sơn (vai Nguyễn Trãi)
- Tái sanh duyên (vai Hoàng Phủ Thiếu Hoa)
- Tâm sự loài chim biển (vai Tô Ngã Giang Châu)
- Tiêu Anh Phụng (vai Hoàng tử)
- Tô Ánh Nguyệt (vai Minh)
- Trúng độc đắc (vai Tấn)
- Xin một lần yêu nhau (vai Dư Hải Long)

## Các bài tân cổ, vọng cổ
- Bánh bông lan (Tác giả: Quế Chi, Viết Chung)
- Biển tình
- Bìm bịp kêu
- Bóng người cùng thôn
- Buồn trong kỷ niệm
- Căn nhà màu tím
- Câu chuyện đầu năm
- Chiếc xuồng cui
- Chiều quê
- Chuyến tàu hoàng hôn (Tân nhạc: Hoài Linh, Minh Kỳ; cổ nhạc: Loan Thảo)
- Chuyến xe cuối tuần (Tác giả: Việt Sơn)
- Dấu chân kỷ niệm
- Duyên tình
- Đêm đông
- Đò nghèo
- Đội gạo đường xa
- Em bé vớt lon bia
- Gánh nước đêm trăng
- Gương mặt Kiên Giang
- Hành trình trên đất phù sa
- Hãy trả lời em
- Huyền thoại Langbiang (Tác giả: Việt Sơn)
- Hương tình yêu
- Lá thư ngày tết
- Lòng dạ đàn bà (Sáng tác: Viễn Châu)
- Lối cũ em về
- Lối về xóm nhỏ (Tân nhạc: Trịnh Hưng; cổ nhạc: Loan Thảo)
- Lý chim quyên (Tác giả: Loan Thảo)
- Lý ngựa ô
- Khi không
- Khổ tâm
- Không cảm xúc
- Khói lam chiều
- Kỷ niệm thời con gái
- Mẹ ơi hãy yên lòng (Tác giả: Võ Đông Điền)
- Mimosa
- Mơ hoa
- Nấu bánh đêm xuân (Sáng tác: Quy Sắc)
- Ngày hạnh phúc (Nhạc: Lam Phương; lời vọng cổ: Loan Thảo)
- Ngợi ca quê hương em
- Người đánh đàn trên sông Mỹ Thuận (Tác giả: Viễn Châu)
- Nhịp võng đong đưa
- Quê hương (Thơ: Đỗ Trung Quân; nhạc: Giáp Văn Thạch; lời vọng cổ: Phan Văn Thanh)
- Tần Quỳnh khóc bạn (Sáng tác: Viễn Châu)
- Tặng đời chiếc nón bài thơ (Sáng tác: Trần Phán)
- Thương nhau hát lý qua cầu
- Tiếng xưa
- Tình anh bán chiếu (Soạn giả: Viễn Châu)
- Tình đôi ta
- Tình phụ tử
- Tôn Tẫn giả điên (Sáng tác: Viễn Châu)
- Tôi yêu
- Trên đảo xa nhớ Bác
- Tu là cội phúc (Tác giả: Viễn Châu)
- Võ Đông Sơ (Tác giả: Viễn Châu)
- Vợ người ta (Nhạc: Phan Mạnh Quỳnh, lời vọng cổ: Anh Kiệt)
- Xa vắng
- Xe hoa cách biệt
- Xin trả tôi về

### Trung tâm Thúy Nga

#### Paris By Night
| STT | Tiết mục                                        | Thể hiện với | Chương trình      | Năm  |
| --- | ----------------------------------------------- | ------------ | ----------------- | ---- |
| 1   | Tân cổ: Tiếng Hò Miền Nam (Phạm Duy, Viễn Châu) | Hương Lan    | Paris By Night 91 | 2008 |

## Đời tư
Năm 2012, Nghệ sĩ Minh Vương phát bệnh suy thận khiến chân sưng, việc tiểu tiện càng trở nên khó khăn, những ngày ấy ông phải chạy thận lọc máu chu kỳ mỗi tuần 3 buổi để duy trì sự sống, sức khỏe giảm sút, ảnh hưởng rất lớn tới hoạt động nghệ thuật. Trong lúc tưởng như tuyệt vọng thì ông được gia đình một thanh niên 36 tuổi hiến tặng cho một quả thận sau khi qua đời vì tai nạn giao thông, sau ca phẫu thuật gần một tuần, sức khỏe của nghệ sĩ Minh Vương đã dần dần bình phục, thế nhưng, phía gia đình của nam thanh niên yêu cầu bệnh viện giữ kín thông tin về người cho. Nhớ đến ơn nghĩa đó nên nam nghệ sĩ quyết sống một cuộc đời thật ý nghĩa, cho chính mình và cho cả ân nhân cứu mạng.
Theo nghệ sĩ Minh Vương, ông may mắn khi người thanh niên bị tai nạn đã hiến nội tạng cho bệnh viện có cùng nhóm máu O với ông: "Phước đức lớn cho tôi là sau khi làm xét nghiệm, các bác sĩ báo người hiến nội tạng và tôi có cùng nhóm máu, ca phẫu thuật sau đó cũng diễn ra thuận lợi", nghệ sĩ Minh Vương nói. Ông cho biết từ sau khi thoát khỏi bệnh hiểm nghèo, bản thân bắt đầu có nhiều tư tưởng mới, ông nhận ra rằng thước đo của thành công không phải là thời gian mà là cống hiến. Sau khi ghép thận, cứ 2 tháng một lần, nghệ sĩ Minh Vương lại có mặt đều đặn ở khoa Tiết niệu, bệnh viện Chợ Rẫy để tiến hành làm các xét nghiệm và lấy thuốc, mỗi lần như vậy phải tự túc chi phí từ 2-3 triệu VND vì nhiều thứ thuốc không có trong danh mục bảo hiểm.
Ngày 2/7/2016, nhân dịp tròn 4 năm ngày phẫu thuật ghép thận thành công, nghệ sĩ Minh Vương quyết định tổ chức buổi tiệc với tên gọi "sinh nhật tuổi 40" để tưởng nhớ ngày ân nhân mang đến cho ông cuộc đời mới, đến dự có rất nhiều đồng nghiệp là nghệ sĩ gạo cội của làng sân khấu ca kịch cải lương và bà con thân thích cùng hàng xóm láng giềng. Trong buổi tiệc, Nghệ sĩ Nhân dân Lệ Thủy là người bạn diễn thân thiết, gắn bó với Minh Vương gần 50 năm trong bộ môn nghệ thuật cải lương chia sẻ: "Từ ngày được ghép thận, tôi thấy anh Minh Vương khỏe hơn, anh yêu đời, vui vẻ và vẫn hát tốt, tôi cầu mong cho anh luôn giữ được sức khỏe để cả hai còn có dịp hội ngộ trên sân khấu".

## Ngoài 70 tuổi vẫn còn cha mẹ
Nghệ sĩ Minh Vương là con trai trưởng trong gia đình, dưới có nhiều em nhỏ, ba má ông sang Úc định cư ở thành phố Sydney với em trai ông. Năm 2024, ba má nghệ sĩ Minh Vương vẫn còn khỏe được em trai ông đưa về nước thăm quê, bấy giờ Minh Vương đã 74 tuổi, ba ông 93 tuổi còn má ông 90 tuổi. Sau 2 tuần hồi hương, cha mẹ Minh Vương quay lại Úc Châu, khi ngồi xuống ghế, mẹ NSND Minh Vương có bảo: "Con ngồi ghế này đi", ông quyết không ngồi để nhường cho mẹ và nói: "Má cứ ngồi đi, con đứng cũng được". Sau đó, ông đứng khoanh tay, khép nép bên cha như một đứa trẻ. Ngày xưa Lão Lai tử thời Xuân Thu bên Trung Hoa ngoài 70 tuổi vẫn còn cả cha lẫn mẹ, khi cha mẹ buồn lúc trời mưa còn mặc quần áo sặc sỡ ra ngoài sân nhảy múa cho cha mẹ vui được lưu danh trong Nhị thập tứ hiếu, ngày nay Việt Nam ta có nghệ sĩ Minh Vương cũng ngoài 70 tuổi mà vẫn còn cả cha lẫn mẹ, quả là hiếm có trên đời.